# ジャービル・アル＝アフマド国際スタジアム
ジャービル・アル＝アフマド国際スタジアム（ジャービル・アル＝アフマドこくさいスタジアム、アラビア語: إستاد جابر الأحمد الدولي、英: Jaber Al-Ahmad International Stadium）は、クウェートの首都・クウェート市にある多目的スタジアムである。

## 概要
スタジアムの名称は第13代クウェート国首長ジャービル3世の名前から採られた。主にサッカーの試合に用いられる。今後サッカークウェート代表の新たなホームスタジアムとして利用される予定である。収容人数は68,000人。クウェート国内最大のスタジアムである。AFCカップ2010決勝戦の舞台となった。